# Agave inaequidens
Espèce
Classification phylogénétique
Agave inaequidens est une espèce de plante de la famille des Agavaceae. 

## Description
Agave inaequidens porte des petites fleurs jaunes tubulaires.
Cet agave mesure de 100 cm à 150 cm de haut.
Il est pourvu d'épines acérées.

## Liste de sous-espèces
Selon World Checklist of Selected Plant Families (WCSP) (26 avr. 2010) :
- Agave inaequidens subsp. Barrancensis Gentry (1982)
- Agave inaequidens subsp. Inaequidens .